# Петропавловск-Камчатский (порт)
Морской порт Петропавловск-Камчатский — морской порт федерального значения.
Порт является крупнейшим морским портом Камчатского края. Порт Петропавловск-Камчатский расположен на берегу незамерзающей Авачинской бухты — второй по величине естественной бухты в мире. Это внутренний водоём длиной 24 километра и шириной по параллели 12 километров, средней глубиной 18 метров и с максимальными глубинами 28 метров. Общая площадь поверхности водного зеркала превышает 215 квадратных километров. Порт находится в непосредственной близости к международным судоходным линиям, которые проходят на расстоянии 150—200 морских миль от восточного побережья Камчатки. Это ближайший к Северному морскому пути порт, оснащённый необходимой инфраструктурой. Списочная численность работников порта на 1 января 2016 года составила 158 человек. Из них: руководителей — 39 человек, специалистов — 51 человек, служащих — два человека, рабочих — 66 человек. Средний возраст работников порта — 40—45 лет. Находится на территории города Петропавловск-Камчатский.

## История

###### Камчатка. Авачинская губа
На берега Авачинской губы русские первопроходцы попали сначала посуху, двигаясь с западного побережья Камчатки. Из океана первым в нее вошел штурман Иван Елагин на боте «Святой Гавриил» в июне 1740 года. Он выбрал место на берегу Ниакиной гавани и, выражаясь современным языком, построил экспедиционную базу. В октябре того же года в Авачинскую губу вошли и остались на зимовку пакетботы «Святой Пётр» и «Святой Павел» под командованием Витуса Беринга и Алексея Чирикова.
От этих событий и под именем святых покровителей пакетботов ведет свою историю старейший на Тихом океане российский порт и город Петропавловск-Камчатский.
Авачинская губа обеспечивает отстой судов разного типа в любом количестве и в этом отношении является одной из лучших гаваней в мире.
Авачинская губа и Петропавловский ковш фактически допускают круглогодичную навигацию, так как не замерзают или толщина льда небольшая и возможен заход судов с помощью буксиров с ледовой обшивкой или ледоколов портового типа. Судоходные глубины фарватеров вполне достаточны для прохода морских судов с любой осадкой.

###### Морской торговый порт
Шла Великая Отечественная война и в этот сложный для страны период Государственный комитет обороны СССР принял постановление о строительстве в Петропавловске-Камчатском морского порта. 23 октября 1943 года Нарком морского флота СССР П. П. Ширшов издал приказ № 336 «Об организации Петропавловск-Камчатского морского торгового порта Наркомморфлота СССР». Эта дата и является днем основания порта.
Порт был построен в рекордный срок. Самый первый капитальный причал, тогда имевший № 6, расположенный на восточном берегу Ниакиной гавани напротив мыса Сигнальный, на котором был установлен 100-тонный портальный кран-деррик, стал принимать грузы уже в апреле 1944 года. Причалы № 1, 2 и 3, расположенные на той же стороне севернее, и склады вступали в строй один за другим во второй половине 1944 года. Последними были реконструированы и доведены до капитального состояния два причала, построенные в 1943 году. Прием в эксплуатацию всех шести причалов первой очереди был оформлен в феврале 1945 года. Это строительство было уникальным не только по срокам, но и качеству. Вряд ли такое где-либо было превзойдено или повторено, правда, и необходимости такой нигде, по всей вероятности, не возникало.
Только в самом начале капитального строительства образование территории порта велось отсыпкой вручную. По мере поступления импортной техники ручной труд вытеснялся машинами. Из импорта получили: грузовики «Студебеккер», компрессоры «Катерпиллер», передвижные электростанции, портальные краны, копры, шпунт Ларсена, цемент и многое другое. На гидротехническом участке работали 16 экскаваторов разных марок. Гидротехнические работы были механизированы даже выше современного уровня. Ленд-лиз потребовал и обеспечил строительство порта. Но на стройплощадке была и отечественная техника.
Петропавловский морской торговый порт официально вступил в число действующих предприятий в феврале 1945 года, однако переработка оборонных и народно-хозяйственных грузов велась в порту уже в 1944 году. Причалы были еще без оголовника, краны передвигались по временным подкрановым путям, на небетонированных причалах и территории порта стояла грязь, но порт действовал.
За истекшее время, с момента ввода порта в эксплуатацию, порт благоустраивался, увеличивал свой причальный фронт, расширял складскую площадь, увеличивал механическую вооруженность — вводились в эксплуатацию новые портальные краны, строились современные грузовые склады, пополнялся парк перегрузочных механизмов и судов портового флота.
В своей деятельности порту приходилось решать и такие задачи, с которыми не сталкивались другие порты, работающие в более благоприятных условиях.
Так, до 60-х годов в Петропавловоке-Камчатском отсутствовала единая энергетическая система. Каждое предприятие имело собственные карликовые энергостанции, а жилой фонд освещался с большими перебоями маломощной городской электростанцией. В 1948—1949 гг. на мысе Сигнальном была построена паро-турбинная электростанция мощностью 1000 кВт, а в начале 90-годов было осуществлено строительство новой, дизельной электростанции, мощность которой была доведена до 3000 кВт. Это полностью обеспечивало производственные потребности порта и освещение ведомственного жилого массива.
С 1951 года в порту усиленно началось строительство жилого фонда.
С конца 50-х годов морским портом начала производиться переработка грузов в пакетах и контейнерах.
В 1963 году в порту было построено здание пассажирского морского вокзала. Это здание до настоящего времени является морскими воротами г. Петропавловска-Камчатского.
В 70-х годах в морском порту были построены причалы № 11 и 12, переоборудован под контейнерный терминал причал № 10, построены столовая, гараж автопогрузчиков с блоком бытовых помещений, ремонтно-механические мастерские, здание управления грузового района и такелажный склад, гараж и здание автохозяйства морского порта, автоматическая телефонная станция, пилорама и оздоровительный комплекс.
В 1980 г. после проведенной реконструкции длина причала № 1 была увеличена на 100 м, а также было возведено берегоукрепление вертикального типа.
В период с 1980 по 1985 год была проведена реконструкция причалов № 2, 5, 6, 7 и 8.
В июле 1986 года приказом Минморфлота СССР от 10.07.1986 г. № 117 капитанам Холмского и Петропавловск-Камчатского морских торговых портов предоставлено право выдачи всех видов дипломов на звания лиц командного состава морских судов, а также утверждены формы лоцманской квитанции.
Морское пассажирское сообщение, существовавшее между Петропавловском-Камчатским и Владивостоком, в конце 80-х годов из-за убыточности было прекращено. Только в 90-е годы, когда морской порт Петропавловск-Камчатский был открыт для международного сообщения и посещения иностранными гражданами, поток пассажиров через морской порт начал расти за счет увеличения количества российских и иностранных туристов, посещавших Камчатку. В морской порт стали заходить круизные суда из США, Японии и других стран Азиатско-Тихоокеанского региона.
В 1992 году в соответствии с Указом Президента России от 01.07.1992 г. № 721 на базе имущественного комплекса Петропавловск-Камчатского морского торгового порта было учреждено ОАО «Петропавловск-Камчатский морской торговый порт».
В 1994 году приказом Департамента морского транспорта Минтранса России от 23.11.1994 г. № 71 было создано государственное учреждение «Морская администрация порта Петропавловск-Камчатский».
В январе 2000 года ГУ «МАП Петропавловск-Камчатский» утверждены Обязательные постановления в морском торговом порту Петропавловск-Камчатский, которыми устанавливались правила обеспечения безопасности и порядка в морском порту Петропавловск-Камчатский.
В 2001 году завершена реконструкция верхнего строения причала № 10.
В июне 2004 года в соответствии с приказом ФГУП «Росморпорт» от 07.06.2004 г. № 96/ОД в целях осуществления хозяйственной деятельности предприятия в морском порту Петропавловск-Камчатский образован Петропавловский филиал и утверждено положение о нем.
В сентябре 2004 года завершено строительство источника водоснабжения, предназначенного для бункеровки судов водой, а также выполнена установка энерговагона, используемого в качестве резервного для энергоснабжения объектов портовой инфраструктуры при перебоях с электроэнергией.
В марте 2005 года распоряжением Росморречфлота от 28.03.2005 г. № ВР-113-р государственное учреждение «Морская администрация порта Петропавловск-Камчатский» переименовано в Федеральное государственное учреждение «Администрация морского порта Петропавловск-Камчатский», а также внесены иные изменения в уставные виды деятельности учреждения.
В сентябре 2006 года приказом ФГУ «АМП Петропавловск-Камчатский» от 25.09.2006 г. № 21 утверждены и введены в действие Обязательные постановления по морскому торговому порту Петропавловск-Камчатский в новой редакции, которыми устанавливались обязательные для исполнения всеми лицами правила обеспечения безопасности мореплавания и порядка в морском порту Петропавловск-Камчатский.
В декабре 2006 года постановлением Правительства России от 16.12.2006 г. № 773 в рамках программы реформирования системы государственного управления морскими рыбными портами принято решение о реорганизации ФГУ «АМП Петропавловск-Камчатский» путем присоединения к нему ФГУ «Государственная администрация Петропавловского морского рыбного порта».
В 2007 году завершена реконструкция причала № 11.
В феврале 2008 года распоряжением Росморречфлота от 19.02.2008 г. № АД-23-р внесены изменения в устав ФГУ «АМП Петропавловск-Камчатский», в частности, связанные с расширением полномочий учреждения в сфере обеспечения безопасности мореплавания и порядка в морском порту в связи с изменением законодательства Российской Федерации в области регулирования деятельности в морских портах.
В июне 2009 года распоряжением Росморречфлота от 19.06.2009 г. № ИЗ-113-р внесены изменения в уставные документы ФГУ «АМП Петропавловск-Камчатский», связанные с реорганизацией учреждения путем присоединения к нему ФГУ «Государственная администрация Петропавловского морского рыбного порта».
В апреле 2010 года распоряжением Росморречфлота от 15.04.2010 г. № АД-74-р внесены изменения в устав ФГУ «АМП Петропавловск-Камчатский», в том числе связанные с наделением учреждения полномочиями по сбору и обобщению сведений о морском порте Петропавловск-Камчатский в целях ведения Реестра морских портов Российской Федерации.
В январе 2009 года приказом Минтранса России от 20.01.2009 г. № 7 ФГУ «АМП Петропавловск-Камчатский» включено в перечень федеральных государственных учреждений, имеющих право оформления и выдачи удостоверений личности моряка.
В мае 2010 года в соответствии с распоряжением Правительства России от 19.05.2010 г. № 796-р установлены границы морского порта Петропавловск-Камчатский, в которые вошли территории и акватории, на которых осуществляют свою деятельность разнообразные транспортные и рыбопромысловые предприятия.
В мае 2011 года распоряжением Росморречфлота от 26.05.2011 г. №АД-162-р в устав ФГУ «АМП Петропавловск-Камчатский» внесены изменения. В частности, тип учреждения изменен на бюджетный и наименование учреждения изменено на федеральное бюджетное учреждение «Администрация морского порта Петропавловск-Камчатский».
В декабре 2011 года распоряжением Росморречфлота от 5.12.2011 г. №АД-376-р в устав ФБУ «АМП Петропавловск-Камчатский» внесены изменения. В частности, наименование учреждения изменено на ФГУ «АМП Петропавловск-Камчатский».
В мае 2012 года приказом Росморречфлота от 28.05.2012 г. № 67 в целях реализации приказа Минтранса России от 9.12.2012 г. № 277 «Об утверждении Правил регистрации судов и прав на них в морских портах» морскому порту Петропавловск-Камчатский был присвоен номер порта — 42, и буквенный индекс порта — ПК.

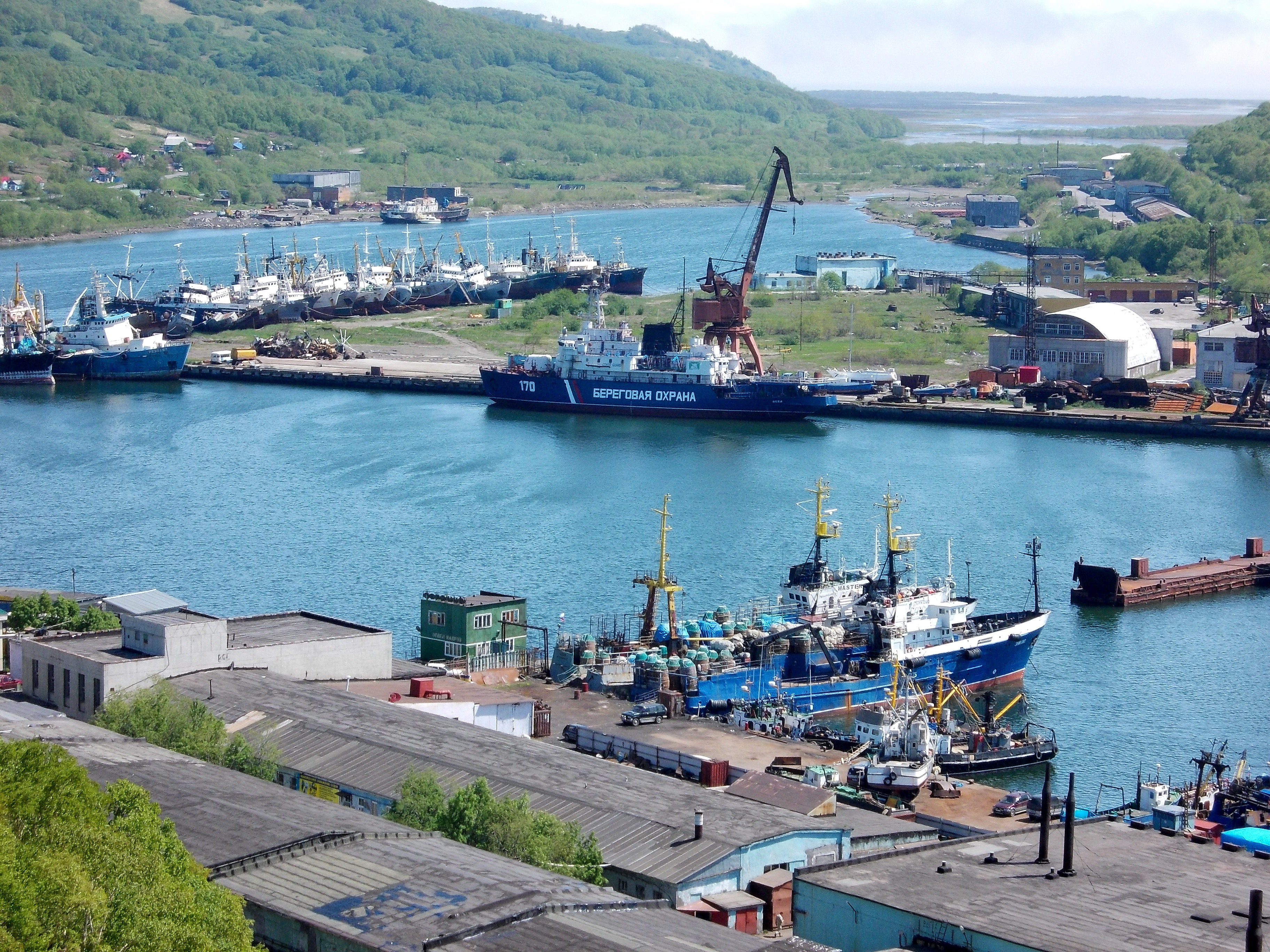
Бабья бухта Авачинской губы, причал Петропавловск-Камчатского судоремонтного завода (2013 год).

В июне 2013 года приказом Минтранса России от 13.06.2013 г. № 210 капитан морского порта Петропавловск-Камчатский включен в перечень федеральных государственных учреждений и капитанов морских портов, имеющих право оформления и выдачи удостоверений личности моряка, а администрация соответствующего морского порта исключена из указанного перечня.
В декабре 2013 года распоряжением Правительства России от 21.12.2013 г. № 2473-р принято решение расширить морской порт Петропавловск-Камчатский за счет включения в состав его границ земельных участков, на которых планируется размещение морского вокзала в Петропавловске-Камчатском, а также причала с обустройством сезонного морского пункта пропуска через государственную границу Российской Федерации в селе Никольское (Командорские острова, Камчатский край). В том же месяце приказом Минтранса России от 04.12.2013 г. № 373 морской порт Петропавловск-Камчатский включен в перечень морских портов, в которых полномочия в сфере организационного, материально-технического и финансового обеспечения исполнения капитанами морских портов своих функций осуществляет администрация морских портов Сахалина, Курил и Камчатки.
В июне 2014 года приказом Минтранса России от 27.06.2014 г. № 171 принято решение о реорганизации ФГУ «Администрация морского порта Петропавловск-Камчатский» путем присоединения к ФГУ «Администрация морского порта Сахалина», которое в дальнейшем, после завершения реорганизации, получит новое наименование — федеральное государственное учреждение «Администрация морских портов Сахалина, Курил и Камчатки».
В августе 2014 года распоряжением Правительства России от 16.08.2014 г. № 1551-р изменены границы территории морского порта Петропавловск-Камчатский, связанные с включением в территорию морского порта земельных участков, предназначенных для размещения нового здания морского вокзала порта. В том же месяце приказом Минтранса России от 5.08.2014 г. № 219 в морском порту Петропавловск-Камчатский определены районы якорных стоянок для задержанных или арестованных судов.
В сентябре 2014 года приказом Росграницы от 08.09.2014 г. № 188-ОД утверждены пределы морского грузопассажирского постоянного многостороннего пункта через государственную границу Российской Федерации в морском порту Петропавловск-Камчатский. В том же месяце распоряжением Правительства России от 29.09.2014 г. № 1912-р морской порт Петропавловск-Камчатский включен в перечень морских портов, открытых для захода иностранных судов.
В октябре 2014 года приказом Роспотребнадзора от 10.10.2014 г. № 1011 морской порт Петропавловск-Камчатский включен в перечень портов, в которых выдаются и продлеваются «Свидетельство о прохождении судном санитарного контроля» и «Свидетельство об освобождении судна от санитарного контроля».
В ноябре 2014 года распоряжением Росморречфлота от 20.11.2014 г. № АД-442-р в рамках реализации приказа Минтранса России от 27.06.2014 г. № 171 ФГУ «АМП Петропавловск-Камчатский» реорганизовано в форме присоединения к ФГУ «АМП Сахалина». После завершения реорганизации наименование администрации морского порта, осуществляющей свои функции в морском порту Петропавловск-Камчатский, изменено с ФГУ «АМП Сахалина» на федеральное государственное бюджетное учреждение «Администрация морских портов Сахалина, Курил и Камчатки».
В январе 2015 года приказом Минтранса России от 19.01.2015 г. № 4 утверждены Обязательные постановления в морском порту Петропавловск-Камчатский, которыми устанавливаются требования в сфере обеспечения безопасности мореплавания и порядка в морском порту Петропавловск-Камчатский, обязательные для исполнениями всеми судами и лицами, осуществляющими деятельность в морском порту, а ранее действовавшие Обязательные постановления по морскому торговому порту Петропавловск-Камчатский, утвержденные ФГУ «АМП Петропавловск-Камчатский» в 2006 году, признаны утратившими силу.
В июле 2016 года распоряжением Правительства России от 07.07.2016 г. № 1438-р морской порт Петропавловск-Камчатский включен в перечень морских портов Российской Федерации, в которые разрешается заход судов и иных плавсредств с ядерными энергетическими установками и радиационными источниками.

## Территория и акватория Порта

###### Территория Порта

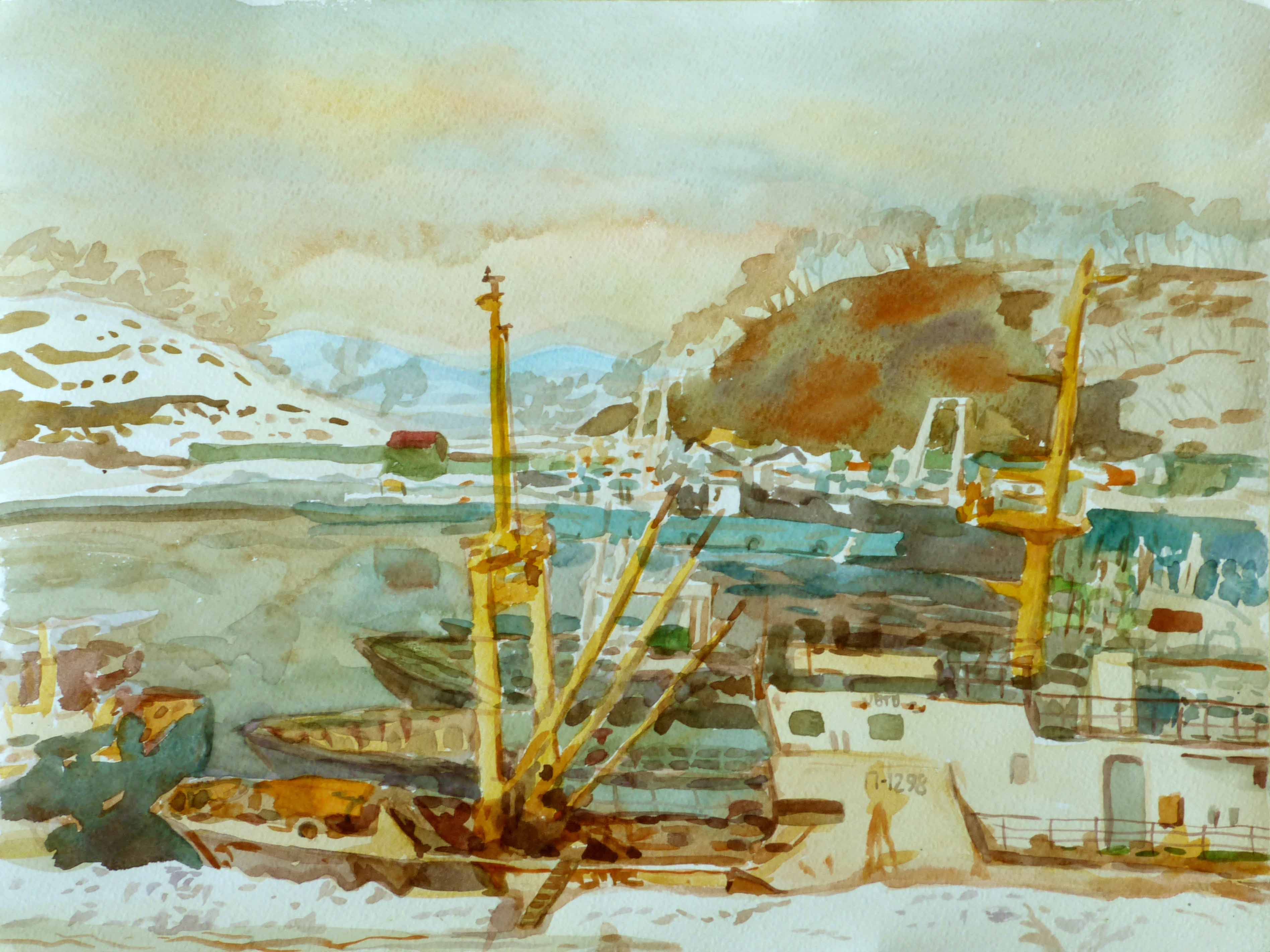
Петропавловск-Камчатский. В бухте рыбного порта. М. А. Пресняков, 2012 г. Бумага, акварель.

Территория Порта расположена на восточном и западном берегах Внешней гавани Петропавловской губы. На востоке граница территории Порта проходит от линии разграничения причала № 4 Порта и причала № 8 Петропавловск-Камчатского рыбного порта (ПКМРП) по прямой линии до северо-восточного угла здания морского вокзала, затем от южного угла здания морского вокзала вдоль каменного забора в сторону сопки Петровской до ее склона, у которого расположен северный контрольно-пропускной пункт (КПП). Далее от северного КПП граница следует вдоль склона сопки Петровской на юг до административного здания управления Порта, затем вдоль здания управления Порта до южных ворот Порта. От южных ворот Порта граница проходит в общем направлении на запад и юг вдоль каменного ограждения территории автобазы и мелькомбината, до южной границы причала № 12. На западе граница Порта проходит вдоль склона сопки Сигнальной от южной оконечности причала № 1 до северной границы причалов портово-экспедиционного флота (ПЭФ).

###### Акватория порта
Акваторией Порта является Внешняя гавань Петропавловской губы, ограниченная с севера прямой линией, соединяющей линию разграничения причала № 4 Порта и причала № 8 ПКМРП, с северной оконечностью причалов ПЭФ, расположенных на западном берегу Внешней гавани. Южная граница порта проходит по прямой линии, соединяющей южную оконечность причала № 12 на восточном берегу Внешней гавани с южной оконечности причала № 1 на мысе Сигнальный. Восточная граница проходит по кордонам причалов № 4—12 Порта, а западная граница проходит по кордонам причалов ПЭФ от южной оконечности причала № 1 и далее на север до их северной оконечности.

## Грузооборот
В первый послевоенный — 1946 год порт переработал 205,6 тыс. тонн различных народно-хозяйственных грузов. В 1950 году переработка грузов удвоилась, составив 443,5 тыс. тонн, а в 1953 году порт переработал уже 810 тыс. тонн различных грузов. В 1956 году объем переработки грузов впервые превысил проектную мощность — один миллион тонн.
За период с 1966 по 1970 год переработка грузов увеличилась на 46 %. И в 1970 году переработка грузов превысила два миллиона тонн. Переработка грузов в 1980-х годах / 1985—1989 гг. / составила 3,5—3,9 млн тонн. И наконец, начало 90-х годов.
Нельзя не отметить резко возрастающий уровень механизации погрузо-разгрузочных работ, который с 62,З % в 1956—1960 гг. достиг практически 100 % в 90-х. Порт является, пожалуй, самым высокомеханизированным предприятием области.
Объем грузооборота в 2015 году составил 987,4 тысяч тонн (−13,9 % к аналогичному показателю 2014 года). Анализ показывает, что в последние годы грузооборот Порта сохраняется на уровне 1 миллиона тонн.

###### Структура грузооборота
В 2015 году основными перерабатываемыми грузами стали крупнотоннажные контейнеры (доля 20-футовых контейнеров (груженых и порожних) от общего объёма грузооборота — 33 %, доля 40-футовых контейнеров (груженых и порожних) в общем объеме грузооборота — 36 %), уголь каменный навалом (7 % от общего объёма грузооборота), строительные грузы навалом и в таре (7,9 % от общего объёма грузооборота), руда в «биг-бэгах» (5,3 % от общего объёма грузооборота). Удельный вес контейнерных грузов в общем объеме грузооборота по-прежнему составляет большую часть — 69 %, доля навалочных грузов — 14 %, доля генеральных грузов составила 17 % от общего объёма грузооборота.
В структуре грузооборота по видам плавания преобладают грузы каботажного направления, что объясняется сложившейся конъюнктурой рынка. По итогам 2015 года каботажная составляющая грузооборота ОАО «ПКМТП» — 89,4 %. Общий объем каботажных грузов в натуральном выражении составил 883,1 тыс. тонн (−115,2 тыс.тонн к 2014 году).
В 2015 году в каботажном грузопотоке основная доля приходится на переработку крупнотоннажных контейнеров и составляет 76,3 % от общего объёма каботажных грузов. Доля навалочных грузов — 12,6 %, прочих грузов — 11,1 %. Показатель перевалки импортных грузов в 2015 году по сравнению с 2014 годом уменьшился на 88,4 тыс. тонн, снижение произошло по всей номенклатуре импортного грузопотока. Переработка экспортных грузов по сравнению с аналогичным периодом предыдущего года выросла на 44,2 тыс. тонн (рост произошел в связи с возобновившимся грузопотоком руды никелевой в «биг-бэгах»).
Импортный грузопоток распределился следующим образом: грузы в контейнерах — 10,1 %, автомобили и техника — 0,2 %, строительные грузы в упаковке — 33,9 %, клинкер навалом — 35,2 %, прочие грузы — 20,6 %. В 2015 году лидером среди стран импортеров стали Южная Корея (клинкер навалом) и Китай (стройматериалы).
В экспортном грузопотоке в 2015 году 21,6 % приходится на металлолом, отгружаемый в Южную Корею, руда в «биг-бэгах» (экспорт в Китай) составила 77,9 % экспортного грузопотока, грузы в контейнерах — 0,4 %, прочие грузы — 0,1 %.

## Социальная политика
ОАО «ПКМТП» на протяжении десятков лет уделяет особое внимание своим работникам, членам их семей и ветеранам, ушедшим из порта на заслуженный отдых в области социальной политики. На предприятии постоянно действует комиссия по регулированию социально-трудовых отношений, а также комиссия по социально-бытовым вопросам, созданная в 2003 году. В отчетном году было проведено 17 заседаний комиссии, в результате чего была оказана материальная помощь работникам и пенсионерам порта на общую сумму 716,19 тыс. рублей.
В целях полного использования мер поощрения и морального стимулирования работников, внесших наиболее весомый вклад в производственную и хозяйственную деятельность предприятия, добившихся стабильных высоких показателей в труде, а также выработки сознательного и добросовестного отношения к исполнению должностных обязанностей, работники порта заносятся на Доску почета «Наши передовики».
В ОАО «ПКМТП» существуют социальные программы, которые предусматривают для работников дополнительный социальный пакет. Сотрудники получают вознаграждения к праздникам, юбилейным датам, материальную помощь, единовременное вознаграждение при выходе на пенсию. В отчетном году к юбилейным датам были премированы 28 человек на общую сумму 1 561,58 тыс. рублей, также выплачено вознаграждение при выходе на пенсию 1 работнику предприятия на сумму 35,79 тыс. рублей.
В 2015 году из фондов потребления и социального развития было израсходовано 11 млн. 226 тыс. рублей. Профсоюзной организации порта перечислено 1 287,3 тыс. рублей. Дополнительно на благотворительные цели было направлено: в школы, детсады, детские дома — 71,7 тыс. рублей; на здравоохранение (больницы, организация «Красный крест») — 455,4 тыс. рублей, развитие спорта, в общественные фонды (Совет ветеранов, Детский фонд и пр.) — 1 215,0 тыс. рублей.

## Территория опережающего социально-экономического развития «Камчатка»
Основной задачей создания Территории опережающего социально-экономического развития «Камчатка» является реализация проекта создания на базе Петропавловск-Камчатского морского торгового порта современного транзитного контейнерного порта-хаба и опорной береговой инфраструктуры в северо-восточной части Северного морского пути.
Создание многофункционального транзитного грузового терминала для обработки грузов, следующих из Юго-Восточной Азии в Европу и США, предполагает серьезную модернизацию портовой инфраструктуры. В основе плана — реконструкция существующих объектов Морского торгового порта и сооружений ФГУП «Росморпорт», а также создание новых площадей и мощностей.
План 1
Первый план предполагает масштабную реконструкцию причалов и перенос в сторону морской акватории причального фронта за счет насыпных площадей, а также дноуглубление для приема морских судов большого водоизмещения.
План 2
Второй план развития порта предполагает, кроме мероприятий первого этапа, еще и освоение пустующих территорий за неиспользуемым причалом № 3.
Результат
Новые мощности увеличат пропускную способность порта до 500 тыс. шт. (20-футового эквивалента) ДФЭ или TEU в год. Грузооборот увеличится до 8 млн тонн в год. Порт сможет принимать суда любого класса, а круизные лайнеры смогут швартоваться у нового здания морского вокзала. Увеличение грузопотока позволит создать от 1,5 до 3 тыс. рабочих мест. В Петропавловске-Камчатском будет создан универсальный современный транспортный узел для развития транснациональных транзитных перевозок грузов по трассе Северного морского пути между Европой, странами Азиатско-Тихоокеанского региона, США и Канадой.